# Авиационные происшествия Аэрофлота 1940 года
Авиационные происшествия и инциденты, включая угоны, произошедшие с воздушными судами Главного управления гражданского воздушного флота при Совете народных комиссаров СССР («Аэрофлот») в 1940 году.

## Список
Отмечены происшествия и инциденты, когда воздушное судно было восстановлено.
| Дата                | Место                                                  | ВС    | Бортовой номер | Управление                         | Жертв | Описание                                                                                           | И     |
| ------------------- | ------------------------------------------------------ | ----- | -------------- | ---------------------------------- | ----- | -------------------------------------------------------------------------------------------------- | ----- |
| 26 апреля 1940 года | Липицкий район, 1 км от Синегубова                     | ПС-41 | Л3529          | Курсы высшей лётной подготовки ГВФ | 3/3   | В бреющем полёте (на малой высоте) при пролёте оврага врезался в землю                             | [ 1 ] |
| 9 июня 1940 года    | Сталинский район, 3 км от Нового, 15 км ЮЮВ Челбасской | ПС-41 | Л3523          | Грузинское                         | 2/2   | При пролёте грозового очага вышел из-под контроля и перейдя в пикирование разрушился от перегрузок | [ 2 ] |
| 30 июня 1940 года   | Иркутская область, у реки Мокчёниха, 50 км Ю Усть-Кута | ПС-7  | Л2154          | Восточно-Сибирское                 | 1/5   | Врезался в деревья на хребте после остановки двигателя из-за истощения топлива                     | [ 3 ] |